# Brenton Wood
Brenton Wood (Shreveport, Luisiana, 26 de julio de 1941- Moreno Valley, California, 3 de enero de 2025) fue un cantante y compositor de soul estadounidense, conocido por su impredictible fraseo y positividad. Nació con el nombre de Alfred Jesse Smith y con pocos años se trasladó a San Pedro (California). Desde pequeño aprendió a tocar el piano, y en su juventud empezó a formar parte de conjuntos vocales de soul. Con uno de estos grupos, Little Freddie & the Rockets, consiguió grabar un sencillo en 1958. Mientras estudiaba en el Compton College adoptó su nombre artístico. Durante este tiempo formó el grupo The Quotations, pero tras graduarse emprendió su carrera en solitario. Es conocido por sus tres éxitos de 1967, "The Oogum Boogum Song" (pico en el N.º 34 en el Billboard Hot 100) "Gimme Little Sign" (pico en el N.º 9) y "Baby You Got It" (también alcanzando el N.º 34).

## Primeros años
Wood nació en Shreveport, Luisiana, Estados Unidos. La familia se muda a San Pedro en Los Ángeles, California, cuando Wood era un niño. Asistió a la Preparatoria San Pedro durante parte de su primer año antes de mudarse a Compton, donde Brenton se convirtió en miembro del equipo de pista de Compton High School y recibió varios premios por sus logros atléticos.
Después de su graduación de secundaria, Wood se inscribió en East Los Angeles College. Poco después, tomó el nombre artístico de Brenton Wood, posiblemente inspirado en el acaudalado enclave de Los Ángeles de Brentwood (altos fuentes afirman que el nombre está en honor a su "consón de origen"), con una segunda posible conexión de Bretton Woods. Durante este período, sus intereses musicales comenzaron a manifestarse. Se inspiró en Jesse Belvin y Sam Cooke y comenzó a cultivar sus habilidades de composición, convirtiéndose también en un pianista competente.

## Carrera
Los primeros sencillos para Brent Records y Wand Records no lograron impresionar. Wood firmó con Double Shot Records y su canción novedosa "The Oogum Boogum Song" alcanzó el N.º 19 en la lista Billboard de Estados Unidos y N.º 34 en el Billboard Hot 100 en la primavera de 1967. En el sur de California, "The Oogum Boogum Song" llegó al top 10 en KGB-FM y N.º 1 en KHJ. El mayor éxito de Wood llegó unos meses después, cuando "Gimme Little Sign" hit N.º 9 en la lista de pop, N.º 19 en las listas de R&B, N.º 2 en KHJ y N.º 8 en el UK Singles Chart. Vendió más de un millón de copias y fue galardonado con un disco de oro. El título no se canta realmente en la canción; el coro en cambio repite "Give Me Some Kind of Sign". "Baby You Got It" (1967 alcanzó el N.º 34 en el Hot 100 durante la última semana de 1967 y N.º 3 en KHJ el 31 de enero de 1968. Su banda de apoyo durante la década de 1960 fue Kent and The Candidates, con sede en Los Ángeles, que fue liderada por el baterista Kent Sprague. También grabaron varios sencillos para el sello Double Shot.
Un verdadero empresario de la música, en 1972 Wood formó su propio sello discográfico y lanzó, coprodujo y coescribió el clásico de Funk Soul "Sticky Boom [Too Colom] Parte I y II" con los colaboradores George Semper (coproductor, arreglista) y Al McKay (coescritor, intérprete) de la fama de Earth, Wind & Fire. Wood grabó un dueto con Shirley Goodman. Su próxima canción en solitario para llegar a las listas fue "Come Softly to Me" en 1977.
Volvió de nuevo en 1986 con el álbum Out of the Woodwork, que incluyó las grabaciones contemporáneas de sus primeros éxitos, junto con varios temas nuevos, incluyendo el sencillo, "Soothe Me". Su álbum This Love Is for Real salió en 2001. Entre sus apariciones posteriores estaba en 2006 en el programa de acceso público de Los Ángeles Thee Mr. Duran Show, donde Wood y su banda interpretaron varios de sus sencillos de éxito.
En 2014, se asoció con William Pilgrim & The All Grows Up para un remake de la canción "Gimme Little Sign" en su álbum, Epic Endings.
En 2019, "The Oogum Boogum Song" se utilizó en un comercial para productos Kinder Joy.

## Discografía
| Año  | Título                | Discográfica |
| ---- | --------------------- | ------------ |
| 1966 | Oogum Boogum          | Double Shot  |
| 1967 | Baby you got it       | Double Shot  |
| 1977 | Come softly           | Cream        |
| 2000 | Classic by design     | MR Wood      |
| 2001 | This love is for real | Varese       |